# Mio caro dottor Gräsler
Mio caro dottor Gräsler es una coproducción italo-británico-húngara dirigida en 1991 por Roberto Faenza y basada en una novela del escritor austriaco Arthur Schnitzler, que narra las vicisitudes amorosas de un médico cincuentón. Keith Carradine está excelente en la película, pero su compañera Miranda Richardson está totalmente impresionante en su doble papel. Estrenada en Italia en 1991, en América lo hizo dos años más tarde. 

## Sinopsis
Poco antes de la Primera Guerra Mundial, el Dr. Gräsler, hombre de mediana edad y médico termal, abandona la isla de Lanzarote, donde ha permanecido durante el invierno y regresa a Hungría para ejercer su profesión. 
Gräsler ha estado ligado sentimentalmente a la hermana Friederike. Pero después de suicidarse esta, advierte el vacío de su propia vida y decide buscar para siempre a la mujer ideal, que el cree encontrar en Sabine Schleheim, la joven hija de un cantante retirado de la canción. Pero asustado con la idea de casarse, se aleja de Sabine y encuentra el modo de flirtear con Katharina, una apuesta muchacha campesina que muere en sus brazos a causa de la escarlatina. 
El Dr. Gräsler se encuentra apesadumbrado por esta perdida y por la reciente y enigmática muerte de la hermana Friederike que había alimentado en él tantas pasiones. Finalmente cede a las tentaciones de la viuda Sommer, la cual se parece a Friederike, y junto a ella y su impertinente e insoportable hija regresa a Lanzarote para pasar el invierno. 

## Premios y nominaciones
- 1990 - Premio "David" a Giuseppe Rotunno por Mejor Fotografía y una nominación al Premio "David" a Mario Orfini como Mejor Productor (Premios David de Donatello)